# Het Nieuwe Huis

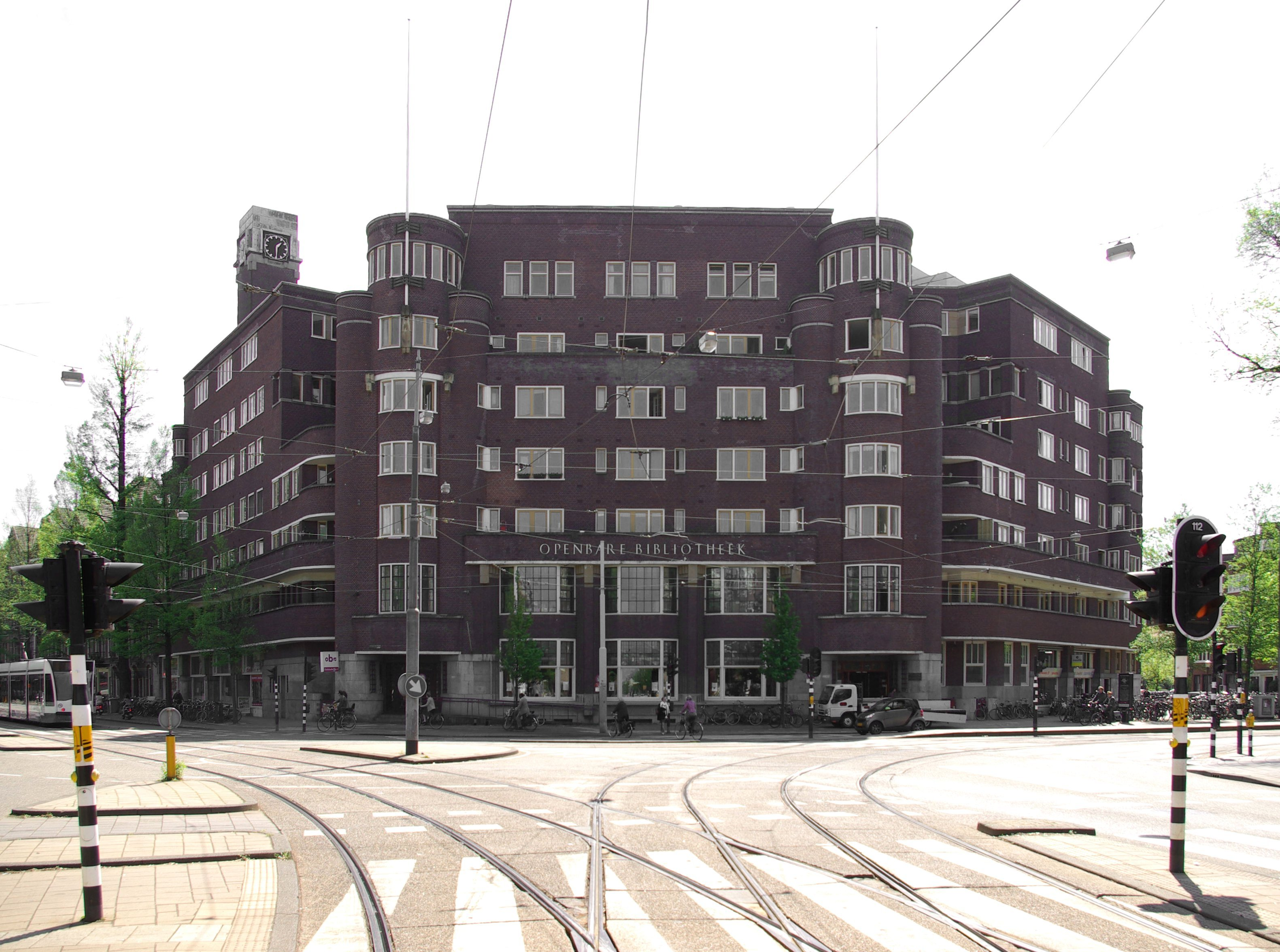
Het Nieuwe Huis, 2011

Het Nieuwe Huis (deutsch Das Neue Haus) ist ein 1927 bis 1928 errichtetes Wohngebäude am Roelof Hartplein 50 im Amsterdamer Stadtviertel Oud-Zuid. Das expressionistische Bauwerk gilt als bedeutendste Arbeit des niederländischen Architekten Barend van den Nieuwen Amstel (1883–1957), der es im Stil der späten, versachlichten Amsterdamer Schule entwarf. Das Haus fällt vor allem durch einen Uhrturm sowie seine block- und zylinderförmigen Erker auf. Zu den Details der überwiegend mit braunen Backsteinen verkleideten Fassade zählen unter anderem mehrere Bleiglasfenster, die leicht auskragende Attika unter dem Flachdach sowie zahlreiche Elemente aus Naturstein.
Bei dem sechs Obergeschosse zählenden Komplex handelt es sich um das erste kollektive Wohnprojekt in den Niederlanden, bei dem man das Konzept des Einküchenhauses umsetzte. Seit 2004 steht Het Nieuwe Huis als Rijksmonument unter Denkmalschutz.

## Geschichte

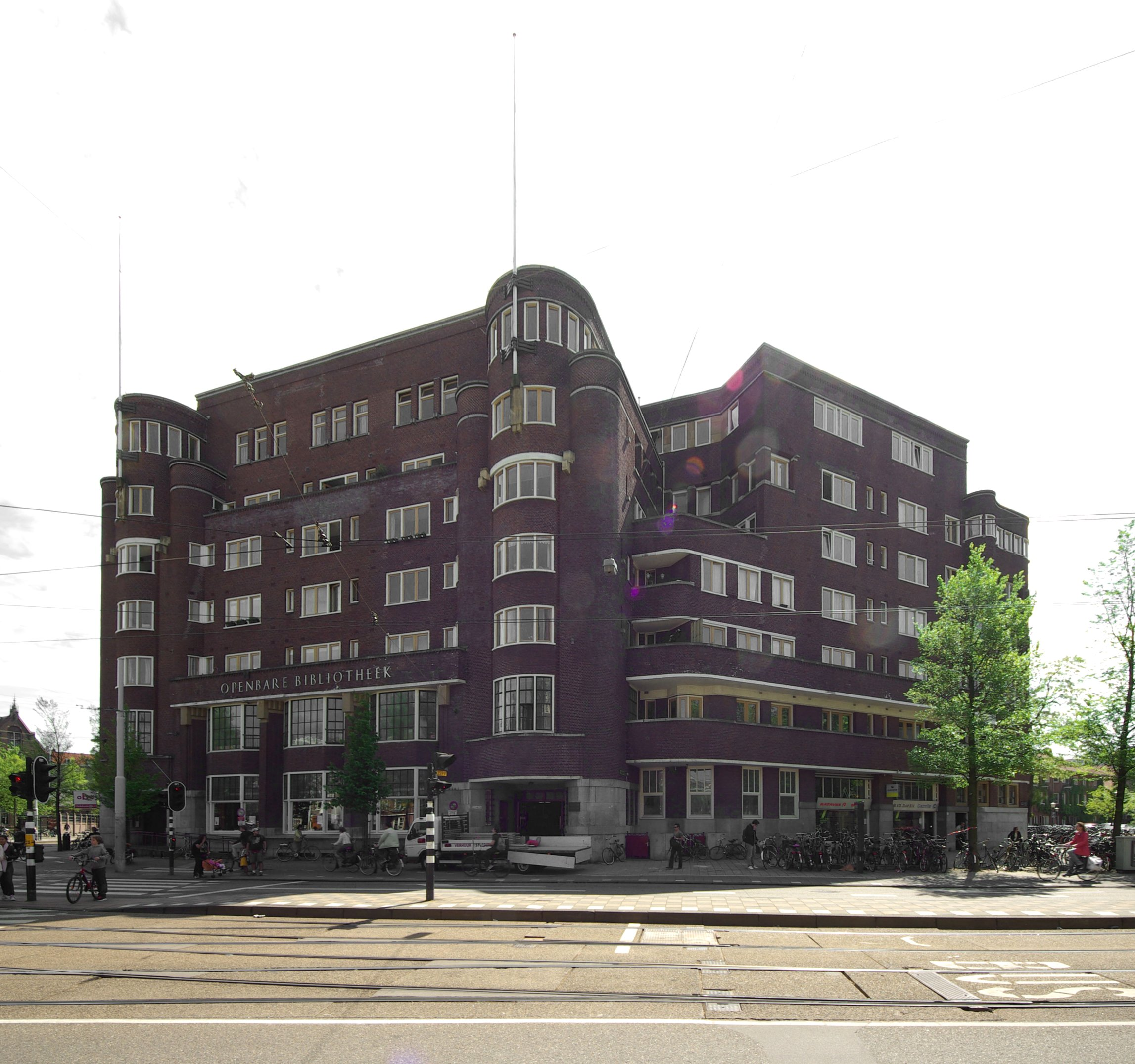
Het Nieuwe Huis, 2011

Schon 1912 regte die Organisation Amsterdamsche Coöperatieve Keuken (ACK) bei der Wohnungsbaugenossenschaft Samenleving den Bau eines Einküchenhauses für Alleinstehende und kleine Familien an. 1917 wurde der von dem Architekten und Stadtplaner Hendrik Petrus Berlage entworfene Stadterweiterungsplan Plan Zuid genehmigt. Die von Gemeinde- und Staatsbeamten gegründete Genossenschaft Samenleving übernahm bei der Errichtung des neuen Stadtteils die Bebauung von sieben Häuserblöcken am Roelof Hartplein. Auf einem U-förmigen Grundriss sollte dort das in Zusammenarbeit mit der ACK projektierte Het Nieuwe Huis entstehen.
Nachdem die von M. J. E. Lippits und Jop van Epen angefertigten Entwürfe nicht den Vorstellungen der Initiatoren entsprachen, beauftragte man den Architekten Barend van den Nieuwen Amstel mit der Planung des repräsentativen Gebäudes. Im Gegensatz zu den vorher bestehenden Arbeiter- oder Frauenheimen (niederländisch tehuizen), wie etwa dem ebenfalls am Roelof Hartplein gelegenen Huize Lydia, stellte Het Nieuwe Huis durch seinen gemischten Charakter in Amsterdam ein absolutes Novum dar, was dem Haus auch die spöttische Bezeichnung De Laatste Kans (deutsch Die letzte Chance) einbrachte.
Neben den ursprünglich 169 Appartements und dem Restaurant verfügte das Gebäude über eine Bibliothek mit Lesesaal, ein Postamt, vier Ladengeschäfte im Erdgeschoss, Dachterrassen, Haustelefon, Speiseaufzüge sowie eine Fahrradstation im Keller. Den Bewohnern standen umfangreiche Dienstleistungsangebote, darunter das Erledigen von Hausarbeiten und das Besorgen von Einkäufen, zur Verfügung. In den Anfangsjahren war dafür ein Stab von 35 Mitarbeitern mit eigener Direktion im Haus beschäftigt.
Für den Betrieb war die genossenschaftlich organisierte Coöperatieve Woonvereniging Het Nieuwe Huis verantwortlich, während die Vermietung in den Händen der Wohnungsbaugenossenschaft Samenleving blieb. Die Kosten für die Zentraleinrichtungen und das Dienstpersonal wurde auf die Bewohner umgelegt, weshalb die Miete letztlich höher war als ursprünglich vorgesehen. Die Verteilung der Mahlzeiten erwies sich als problematisch, weshalb 1937 unter Beteiligung des Architekten van den Nieuwen Amstel einige Umbauten stattfanden, bei denen unter anderem die im Dachgeschoss gelegene Küche durch 19 zusätzliche Wohnungen ersetzt und in das Erdgeschoss verlegt wurde. Seitdem verfügt der weitgehend im Originalzustand erhalten gebliebene Komplex über 188 Appartements.